# Манулла Джанкшен
Манулла Джанкшен — пересадочная железнодорожная станция, открытая в 1868 году и расположенная к югу от Мануллы в графстве Мейо, Республика Ирландия. На станции производится только пересадка пассажиров с поездов, следующих между Дублином и Вестпортом, на пригородные поезда до Баллины.